# آگوستوس جونز
آگوستوس جونز (انگلیسی: Augustus Jones; ح. 1757 – ۱۶ نوامبر ۱۸۳۶) نقشه‌بردار، سروان زاده شده در ایالات متحده آمریکا و اهل کانادای علیا بود.